# أمة الجليل العدوية
أمة الجليل بنت عمرو العدوية عابدة بصرية كانت منقطعة من طـول الاجتهـاد، كثيرة البكاء. سئلت ذات مرة عن الولاية، فقالت: ساعات الولي ساعات شغل عن الدنيا، فليس للولي في الدنيا حاجة. ثم أقبلت على رجل يدعى كلاب، وقالت: بنفسي أنت يا كلاب من حدثك أو أخبرك أن وليه له هم فلا تصدقه.